# Tricalysia
Tricalysia là một chi thực vật thuộc họ Rubiaceae. Chi này có các loài sau (tuy nhiên danh sách này có thể chưa đủ):
- Tricalysia acidophylla, Robbrecht
- Tricalysia africana, (Sim) Robbr.
- Tricalysia atherura, N.Hallé
- Tricalysia concolor, Halle
- Tricalysia erythrospora, (Thwaites) Alston
- Tricalysia lejolyana, Sonké & Cheek
- Tricalysia obstetrix, Halle
- Tricalysia pedicellata, Robbr.
- Tricalysia schliebenii, Robbr.
- Tricalysia talbotii, (Wernham) Keay
- Tricalysia acocantheroides, K.Schum.
- Tricalysia allenii, (Stapf) Brenan
- Tricalysia capensis, (Meisn. ex Hochst.) Sim
- Tricalysia congesta, (Oliv.) Hiern
- Tricalysia coriacea, (Benth.) Hiern
- Tricalysia delagoensis, Schinz
- Tricalysia galpinii, Schinz
- Tricalysia ignota, Bridson
- Tricalysia jasminiflora, (Klotzsch) N.Hallé
- Tricalysia junodii, (Schinz) Brenan
- Tricalysia lanceolata, (Sond.) Burtt Davy
- Tricalysia maputensis, Bridson & A.E.van Wyk
- Tricalysia niamniamensis, Hiern
- Tricalysia pallens, Hiern
- Tricalysia sonderiana, Hiern